# Bernard Parmegiani
Bernard Parmegiani (París, 27 de octubre de 1927-París, 21 de noviembre de 2013) fue un compositor francés, conocido por su música electrónica o música acusmática.

## Biografía
Entre 1957 y 1961 estudió mimo con Jacques Lecoq, período que posteriormente recalcó como importante en su trabajo como compositor. Se unió al Grupo de Investigación de Música Concreta (GRM) en 1959 para un máster de dos años poco después de su fundación, hecha por Pierre Schaeffer. Tras dejar sus estudios con Lecoq, primero fue ingeniero de sonido y más tarde se pondría al cargo de la música e imagen para la Televisión Francesa (ORTF). Allí trabajó en el estudia con compositores notables como Iannis Xenakis.
En su estancia en la ORTF, Parmegiani produjo música para varios directores de películas incluyendo a Jacques Baratier y Peter Kassovitz. También realizó los efectos de sonido en ”A”, un cortometraje animado de 1965 del director Jan Lenica. También compuso varios sencillos para la televisión francesa y el “Indicatif Roissy” que precedió cada anuncio de la Terminal 1 del Aeropuerto de París-Charles de Gaulle hasta 2005.
Compuso su primera obra mayor, “Violostries” para violín y cinta en 1964 para una coreografía interpretada por el Théâtre Contemporain d’Amiens dirigido por Jacques-Albert Cartier. Durante una visita a América a finales de 1960s hizo una investigación sobre el enlace entre música y vídeo y en su regreso produjo varios vídeos musicales, incluyendo “L'Œil écoute”' y L’Écran transparent (1973), durante su residencia en la Westdeutscher Rundfunk en Alemania. En los años 1970 se mezcló con el Third Ear Band, en Londres, interpretando jazz en directo.
En estos años también empezó a escribir piezas acusmáticas para representaciones en salas de concierto como por ejemplo “Capture éphémère” de 1967 que parte del paso del tiempo, el “L’Enfer” (1972), una colaboración con el compositor François Bayle basada en la Divina Comédia de Dante.
En el año 1992, Parmegiani dejó el GRM y creó su propio estudio en Saint Rémy. En abril de 2010 formó parte del jurado en el sexto Qwartz Electronic Music Awards, un proyecto de promoción y grupo de soporte para artistas de música electrónica.
Parmegiani ha sido citado como influencia por muchos experimentalistas como Aphex Twin, Autechre y Sonic Youth. Algunas de sus obras fueron interpretadas en los festivales All Tomorrow’s Parties en 2003 y 2008.
Falleció en París el 21 de noviembre de 2013 a los 86 años.

## Premios
La música de Bernard Parmegiani ha ganado varios premios de la Académie du Disque Français en 1976, SACEM en 1981, Les Victoires de la Musique en 1990 y el Premio Magister en el Concours International de Bourges en 1991. En 1993 fue premiado con el Premio Golden Nica en el Prix Ars Electronica por “Entre-temps”, compuesto el año anterior.

## Discografía
- 1964 Violostries
- 1967-1968 L’Instant mobile, Capture éphémère
- 1970 L'Œil écoute
- 1971 Chronos
- 1971 L’Enfer (based on La Divine Comédie)
- 1972 Pour en finir avec le pouvoir d’Orphée
- 1974 Chants Magnétiques
- 1975 De Natura Sonorum
- 1980 L’Echo du miroir
- 1984 La Création du monde
- 1985-1986 Exercismes 1 - 2 - 3
- 1991 Le Présent composé
- 1992 Entre-temps
- 1996 Sonare